# Barghe
Barghe település Olaszországban, Lombardia régióban, Brescia megyében. Lakosainak száma 1137 fő (2023. január 1.). Barghe Preseglie, Sabbio Chiese, Vestone és Provaglio Val Sabbia községekkel határos.

## Népesség
A település népességének változása:
| Lakosok száma | 1203 | 1182 | 1137 |
|               | 2017 | 2018 | 2023 |